# Municipio de Wisner (Míchigan)
El municipio de Wisner (en inglés: Wisner Township) es un municipio ubicado en el condado de Tuscola en el estado estadounidense de Míchigan. En el año 2010 tenía una población de 690 habitantes y una densidad poblacional de 10,37 personas por km².

## Geografía
El municipio de Wisner se encuentra ubicado en las coordenadas 43°35′53″N 83°38′9″O / 43.59806, -83.63583. Según la Oficina del Censo de los Estados Unidos, el municipio tiene una superficie total de 66.51 km², de la cual 50,03 km² corresponden a tierra firme y (24,78 %) 16,49 km² es agua.

## Demografía
Según el censo de 2010, había 690 personas residiendo en el municipio de Wisner. La densidad de población era de 10,37 hab./km². De los 690 habitantes, el municipio de Wisner estaba compuesto por el 96,38 % blancos, el 0,29 % eran afroamericanos, el 0,87 % eran amerindios, el 0,14 % eran asiáticos, el 1,3 % eran de otras razas y el 1,01 % eran de una mezcla de razas. Del total de la población el 4,06 % eran hispanos o latinos de cualquier raza.